# Inga Berggren
Inga Kristina Berggren, född Johansson 11 november 1941 i Örgryte församling i Göteborg, är en svensk politiker (moderat), som var riksdagsledamot för Skåne läns södra valkrets 1991–2002.